# Crainquebille (film, 1934)
Pour les articles homonymes, voir Crainquebille (homonymie).
Pour plus de détails, voir Fiche technique et Distribution.
Crainquebille est un film français réalisé par Jacques de Baroncelli, sorti en 1934. Il s'agit de l'adaptation de la nouvelle éponyme d'Anatole France.

## Fiche technique
- Titre français : Crainquebille
- Réalisation : Jacques de Baroncelli
- Scénario : Anatole France
- Décors : Claude Bouxin
- Photographie : Jean Bachelet
- Montage : Roger Leenhardt et Paula Neurisse
- Musique : Roland-Manuel
- Production : Aimé Frapin
- Société de production : Les Films Artistiques Français
- Pays d'origine : France
- Format : Noir et blanc - 1,37:1 - Mono
- Genre : Comédie dramatique
- Durée : 65 minutes
- Date de sortie : 1934

## Distribution
- Tramel : Crainquebille - un marchand des quatre saisons
- Rachel Devirys : Madame Laure
- Jeanne Fusier-Gir : Madame Bayard
- Gaston Modot : L'agent Matra
- Émile Genevois : La Souris - un gosse qui se prend d'affection pour Crainquebille
- Bill Bocket : Martin
- René Hiéronimus : Maître Lemerle
- Vincent Hyspa : Le docteur Mathieu
- Marcelle Monthil : Madame Masure
- Marthe Mussine : Madame Mailloche
- Albert Carjol : le président Bourriche
- Frank Maurice